# RunUO
RunUO je open source server emulátor používaný pro vytváření neoficiálních serverů online hry Ultimy Online. Je celý postaven na .NET frameworku, ale pro jeho vývoj se užívá jen jazyků C# nebo Visual Basic. Od verze 2.0 je kompatibilní i s platformou Mono. RunUO je šířen pod licencí GPL. 